# Euphèmios
Pour les articles homonymes, voir Euphémius.
Euphèmios ou Euphemius, mort en 828 à Castrogiovanni, est un officier byzantin rebelle.
Les sources à son propos sont inconstantes.
Selon Vivien Prigent, Euphèmios serait un aristocrate sicilien, probable héritier d'une famille d'officier byzantin, riche propriétaire de la région de Calatafimi, dont le toponyme en arabe, qal'at al-Fîmî, signifierait « forteresse d'Euphèmios ».
Spathaire, il soutient l'accession au trône impérial de Michel II, au profit duquel il prend la tête d'une contre-révolte sicilienne au cours de laquelle le stratège Grégoire, soutien du basileus assassiné Léon V est tué.
Après cela, il devient stratège de l'île, et peut-être protonotaire, sans être promu au patriciat. Après la défaite de l'usurpateur Thomas le Slave, Michel II tente de reprendre la maitrise directe de la Sicile en nommant un nouveau stratège en Sicile, Phôteinos, mais l'autorité locale d'Euphèmios perdure.
Il est turmarque lorsque le nouveau stratège de Sicile, Constantin Souda, nommé en 826, lui confie le commandement de la flotte sicilienne et d'une partie de l'armée pour attaquer les côtes africaines. Cette distinction semble écarter la possibilité qu'Euphèmios ait auparavant participé au soulèvement de la Sicile contre Michel II comme semble l'indiquer la chronique napolitaine, et s'expliquer par ce que la mort du stratège Grégoire ait servi les intérêts du nouvel empereur.
Euphèmios est accusé par les frères d'une nonne de l'avoir enlevé et forcé à l'épouser, ce qui l'expose à avoir le nez coupé. Il est possible que l'empereur ait pris prétexte de ce crime pour écarter un potentat local mal contrôlé. Le stratège Constantin Souda est chargé de l'application du châtiment par Michel II, mais Euphémios prend Syracuse avec une partie de ses soldats, vainc les armées du stratège et le tue. 
Il est proclamé basileus. Cette ambition a souvent été vu comme une aspiration sécessionniste sicilienne, mais il s'agissait pour Euphèmios de s'emparer du siège impérial à Constantinople.
Toute l'armée ne le suit pas, et il est défait par l'un de ses officiers, Balata. Il se réfugie en Afrique du Nord et demande l'aide à l'émir aghlabide, Zayadat-Allah, auquel il propose la souveraineté de l'île. Assad ibn al-Furat prend la tête de l'expédition qui débarque à Mazzara le 17 juin 827. Euphèmios est tenu à l'écart des combats et est tué devant Castrogiovanni en 828, alors qu'il pensait recevoir la reddition de la ville (ou devant Syracuse selon les sources grecques).
La guerre entre Arabes et Byzantins se poursuit jusqu'à la chute de la dernière ville tenue par l'Empire d'Orient, Taormina en 902.